# Purificación Viyao Valdés
Purificación Viyao Valdés fue maestra de enseñanza primaria y, después, profesora de Escuela Normal. Escribió en 1920 su memoria fin de carrera titulada Datos antropo-etnográficos de la parte oriental de Asturias. El hombre y el medio. Este trabajo, reeditado en 2020, la consagra como la primera antropóloga asturiana.

## Biografía
Purificación Viyao Valdés fue maestra de enseñanza primaria y, después, profesora de Escuela Normal. Escribió en 1920 su memoria fin de carrera titulada Datos antropo-etnográficos de la parte oriental de Asturias. El hombre y el medio. Este trabajo, reeditado en 2020, la consagra como la primera antropóloga asturiana.
Sus primeros estudios los realiza entre 1907 y 1910 en la Escuela Superior de Artes e Industrias de Madrid, donde obtiene el Certificado de Aptitud Comercial. Pero regresa a Asturias, donde su hermana mayor ejerce el magisterio, para seguir su senda y titularse en la Escuela Normal de Maestras de Oviedo.
Obtiene plaza por oposición en la escuela de Fano-Valdornón (Gijón), en 1914, pero ese mismo año regresa a Madrid con un permiso para ampliar sus estudios en el Colegio Nacional de Sordomudos y de Ciegos. Más tarde realizará las prácticas escolares llevadas a cabo por el Instituto Central de Anormales.  Todo ello prueba su interés por la pedagogía de las personas con diversidad funcional, un campo que se estaba introduciendo en España entonces.
Combinando los estudios pedagógicos con los científicos, entre 1915-16 realiza el curso práctico de biología animal en el Laboratorio de Biología del Museo de Ciencias Naturales de Madrid. Esto le permitirá asistir, durante los tres meses de verano de 1916, al curso de zoología marina que organiza dicho museo en la Estación de Biología Marítima de Santander. Para ello, será becada por la Junta para Ampliación de Estudios e Investigaciones Científicas, institución favorable a la incorporación de las mujeres al ámbito científico.
En 1917 se halla de nuevo en Madrid para iniciar sus estudios en la Escuela de Estudios Superiores del Magisterio, mediante los cuales obtendrá el título en 1920 de “Maestra de primera enseñanza Normal, sección de Ciencias”.  Estos estudios superiores le van a permitir optar a una plaza como profesora de Escuela Normal femenina.
Antes, en 1922, logra una plaza para impartir docencia en la escuela graduada de niñas del Grupo Escolar Príncipe de Asturias, de Madrid. En este centro se desarrollaba la metodología de los centros de interés de O. Decroly, una de las tendencias innovadoras de la corriente internacional de la Escuela Nueva.
Antes, en 1922, logra una plaza para impartir docencia en la escuela graduada de niñas del Grupo Escolar Príncipe de Asturias, de Madrid. En este centro se desarrollaba la metodología de los centros de interés de O. Decroly, una de las tendencias innovadoras de la corriente internacional de la Escuela Nueva.
Su deseo era regresar a Asturias, pero fallece en Cuenca el 23 de febrero de 1934 sin llegar a tomar posesión de su nuevo destino en la Escuela Normal de Maestras de Oviedo.

## Obra
Purificación Viyao Valdés es autora de una obra única que inaugura los estudios de antropología en Asturias. Se trata de su memoria fin de carrera, presentada en 1920, en la Escuela de Estudios Superiores del Magisterio bajo el título Datos antropo-etnográficos de la parte oriental de Asturias: el hombre y el medio.
Recuperada su obra en 2002 por Xuan Fernandi Bas, este trabajo fue publicado, en una edición del propio Fernandi Bas, por el Muséu del Pueblu d'Asturies en 2007, ochenta y siete años después de haber sido escrito, dentro del volumen Dos estudios etnográficos sobre el oriente de Asturias. Purificación Viyao Valdés era entonces una verdadera desconocida. Años después, desde el ámbito de la antropología social y cultural asturiana, que empieza a tener presencia gracias a la implantación de los estudios universitarios en la UNED, se la empieza a considerar como la pionera de esta disciplina en Asturias. La Asociación Asturiana de Antropología y Patrimonio Etnológico impulsa un homenaje en el pueblo de Piloña donde se halla la casa familiar, Anayo, en 2019.
En 2020, coincidiendo con el centenario del trabajo y a iniciativa del Museo Etnográfico del Oriente de Asturias, se publica, en un único volumen titulado como la memoria, la segunda edición, corregida y profundamente ampliada. En ella se completan los datos biográficos, se da contexto histórico y se analiza el lugar de la autora como antropóloga dentro de los estudios asturianos.  
La orientación de Luis de Hoyos Sainz, profesor de Fisiología e Higiene Escolar, que es uno de los antropólogos físicos más importantes de su época, es decisiva. Interesado también por la geografía, dirige, además, el Seminario de Etnografía, Folklore y Artes Populares desde donde insta a su alumnado a realizar trabajos de etnografía de sus lugares de origen.
La antropología en España a la altura de 1920 se está consolidando y transformando. Concebida como una rama de las ciencias naturales, recibe una gran influencia de la escuela francesa, que se halla interesada por los rasgos físicos del ser humano con el objetivo de determinar las características raciales. Subsidiariamente, se acompaña de los rasgos socioculturales que le permiten consolidar sus conclusiones.  
Purificación Viyao Valdés recoge en su obra esas dos orientaciones, la física y la sociocultural, explícitas en el título de “datos entropo-etnográficos”, que se correspondían con los nombres dados en esa época a esas dos orientaciones. Pero ella, interesada por los profundos cambios socioculturales que se dan en Asturias en la época de la Restauración como consecuencia de la industrialización, dejará muy poco espacio para lo biológico.
El grueso de su obra, aparte del marco geográfico para el que no ahorra el dibujo de mapas o el estudio de la pluviometría, así como un pequeño apartado de antropología biológica, es el esbozo de cómo era la vida hacia 1850-1870 y sus transformaciones a la altura de 1920. Atribuye el cambio a factores de índole económico, principalmente a las infraestructuras en la comunicación; en concreto, a la apertura en 1884 de la rampa de Pajares, que permite comunicar por ferrocarril Asturias con Madrid.
La transformación en la alimentación y la vivienda, así como en el utillaje doméstico, constituye uno de sus principales intereses, siendo sus trabajos pioneros en estos ámbitos. Pero esta parte relativa a las necesidades básicas materiales la completa con los apartados que dedica al mundo de las creencias y prácticas religiosas o supersticiosas, a los usos y costumbres reflejados en los ritos de paso, o al clima moral resultante de  las transformaciones industriales.
La novedad y valor de su obra consiste en que se trata de un trabajo científico, que parte de una pregunta de investigación, abordado con una perspectiva en la que incide en las transformaciones (y no en las tradiciones, como hacían sus contemporáneos folkloristas), unas transformaciones económicas que van a dar lugar a una revolución en la vida de las gentes. También incide en la diversidad. En este sentido, nos ofrece un panorama de una Asturias plural y diversa, debido a las diferencias en lo geográfico, pero también en lo social, así como en los distintos ritmos de introducción de las novedades industriales.